# 탈무드

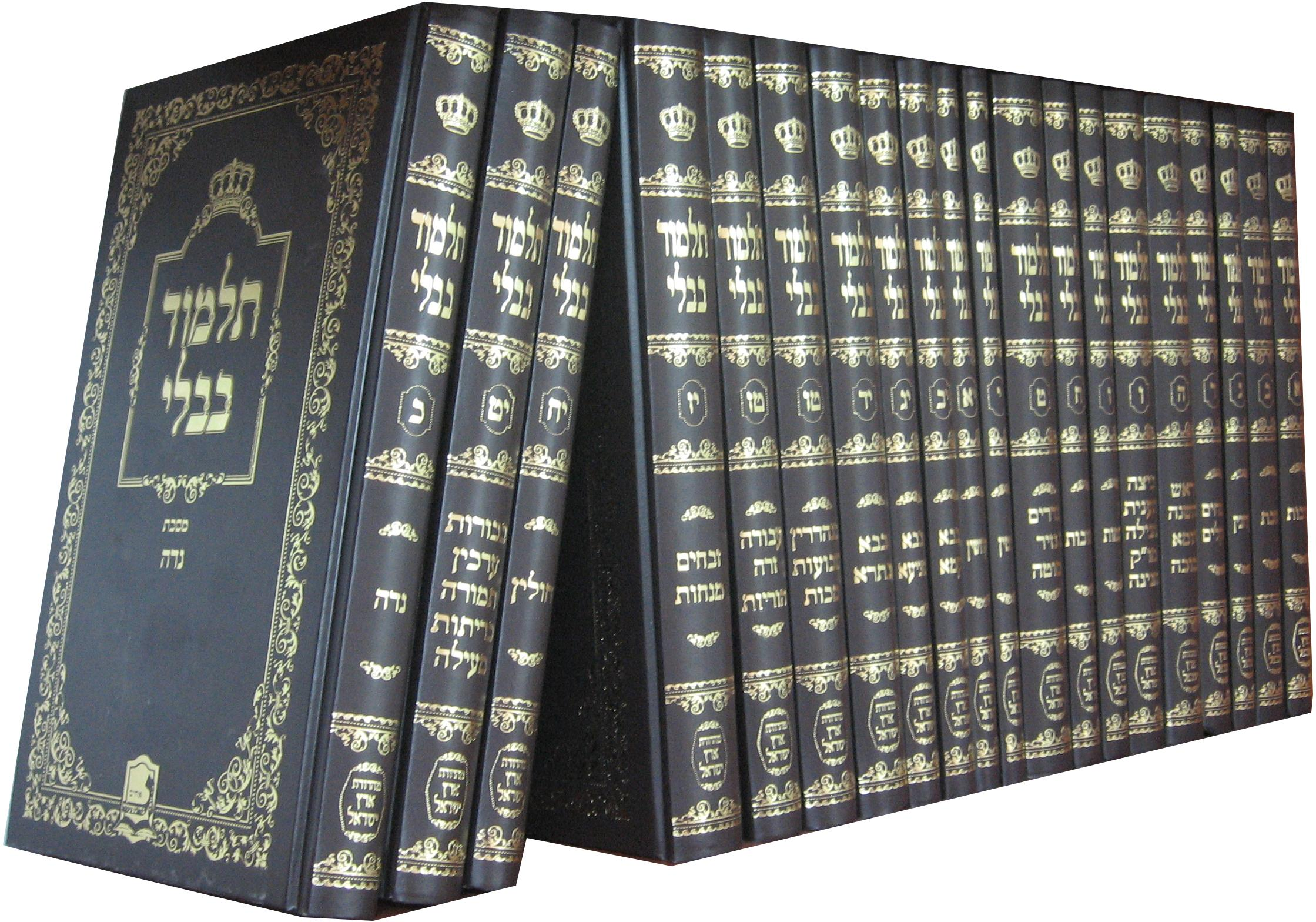
탈무드의 경전

탈무드(히브리어: תלמוד, 영어: Talmud)는 유대교의 주류 종파인 랍비 유대교의 중요한 경전으로서 유대 종교법인 할라카와 유대 철학의 핵심 근간이 된다.
모세가 전하였다는 또 다른 율법 또는 아브라함 시대에 이미 있었을 것으로 여겨지는 구전들 중에서 율법을 담은 문서집인 미슈나(Mishnah)를 약 c.e 2-3(b.c 2-3)세기에 랍비 유다 하나시(Judah ha-Nasi)가 집대성하였고, 그것에 대하여 ‘종합’이라는 뜻의 후대 의견들인 게마라(Gemara)가 교차 편집된 것을 통칭하는 용어로서 전 6부 63편 또는 64편으로 구성되었다. 탈무드는 크게 바빌로니아 지방에서 전수된 바빌로니아 탈무드와 팔레스타인에서 편집된 예루살렘 탈무드로 분류된다.
유대인들에게 성서와 동일하게 중요시되는 탈무드는 랍비의 교시를 중심으로 한 현대 유대교의 주요 교파 다수의 기본 경전으로서 인정되고 이해되며 종교적 유대인의 생활과 신앙의 기반이다. 다만 어디까지나 히브리어, 아람어, 랍비 히브리어로 작성된 문서집만 경전으로서 인정될 뿐이며, 여타 언어 번역본은 의미를 정확하게 전달하지 못할 가능성이 농후하므로 그 자체의 해석에 대하여 유효한 것으로 간주되지 않는다. 예를 들어 탈무드를 인용하여 논증할 경우에 번역된 탈무드를 인용하는 것은 가능하나 그것이 어떠한 율법적 효력이 없다는 의미에서이다.
한국에 번역된 탈무드 이야기들은 탈무드에 들어있는 이야기(아가다)파트이며 실제 탈무드 상에서는 보다 심도 있는 성경 해석법과 통칭 거의 모든 인간 사회 전반의 철학적, 수학적, 인문학적, 역사적 질문들과 담론들을 진행한다. 때로는 후대 랍비들의 상충되는 견해를 그대로 여과없이 모두 서술한다. 그래서 탈무드는 때로는 해석 없이 볼 수 없기 때문에 이것을 공부하기 위하여 하브루타를 한다. 한국에 현재 일어나고 있는 하브루타 교수법은 이 방식을 채용한 것이지만, 근본적으로 모세 오경을 ‘고대 히브리어 문법으로’ 외우거나 읽지 않는 아이에게 탈무드 수업은 진행될 수 없는 사실을 배워온 하브루타 선생은 거의 찾아보기 어렵다. 랍비 유대교의 세상과 성경에 대한 해석이 탈무드라 볼 수 있다.

## 성립 과정
유대교의 전승을 보면, 신은 모세로 말미암아 기록된 토라와 다른, 구전으로써 구전할 율법을 내려주기도 했다고 한다. 이것이 구전된 율법이다. 이후 2세기 말경 당시 이스라엘 유대인 공동체장이었던 유다 하나시가 랍비들을 수차 소집하여 구전된 율법을 책으로서 체계로 작성하는 작업에 착수한 결과 완성된 문서집이 미슈나이다. 본래 구전으로써 구전된 내용이다. 일설에는 제일차 유대 전쟁을 체험하고 유대교 존폐에 위기를 느껴서 구전된 율법을 책으로 편찬하였다고 전한다. 이 미슈나에 주석이 첨부되는 과정에서 현재 판이한 내용인 두 탈무드 팔레스타인 탈무드와 바빌로니아 탈무드가 존재하게 되었다. 현대에 인정되는 탈무드는 바빌로니아 탈무드로서 6세기경에 현재 형태가 되었다. 당초 탈무드는 미슈나에 덧붙여진 방대한 주석이었지만, 이 주석부는 후에 게마라라고 불리게 되어 결국 탈무드라는 말은 미슈나와 게마라를 한데 아울러서 칭하는 용어로서 사용되었다.

## 유대인에게서 탈무드
"탈무드는 유대교의 경전이다."라는 설명이 지금까지 미국에서는 횡행하지만, 실제로 탈무드의 권위는 랍비의 권위이기도 해서 랍비의 권위를 인정하지 않는 처지에서 탈무드의 권위를 인정하지 않는 유대교 종파도 많이 존재한다. 그 대표 유대교인 카라이테 유대교(히브리어: יהדות קראית)에서는 모세의 토라만을 경전으로서 인정하고 랍비 문서인 탈무드의 권위를 인정하지 않는다. 또한, 유대교인 삽바티안(히브리어: שבתיאן)의 맥을 잇는 많은 유대교 종파에서는 탈무드를 오히려 부정한다.

## 구성
유대교에서 자고로 이어져 내려오는 습관과 율법이 기록된 탈무드는 구전되던 내용들을 3세기경에 글로써 엮은 미슈나와 이 내용을 주석한 여러 글을 모은 게마라로서 구성되었다. 특히 게마라에는 자고로 이어져 내려오는 율법과 관습을 주제로 하여 랍비들이 벌인 다양한 논쟁이 기록되어 있다. 유대 학자들은 논쟁에서 드러난 사유하는 과정을 결론만큼 중시하나 논쟁한 내용이 아주 복잡하므로 후대 학자들은 랍비들이 사용하던 언어인 아람어를 이용하여 원전을 읽고서 하는 주석에 난항을 겪어 왔다. 학계에서는 Rabbi Even Israel Adin steinsaltz스타인잘츠가 아람어를 유대인이 사용하는 언어인 히브리어로 번역한 덕에 후속하는 연구에 탄력이 더 붙으리라고 전망한다. 또 스타인잘츠는 탈무드 일부 내용을 발췌하여 불어, 러시아어, 스페인어어, 영어로도 번역하였다.
게마라는 미슈나와 기타 타나크를 다룬 주석과 논의를 500년경에 정리한 문적이다. 탈무드와 게마라는 가끔 혼용되기도 한다. 게마라는 랍비 율법의 기반이고 여타 랍비 문서에도 자주 인용된다. 이런 탈무드를 전통상 통칭하는 말인 샤스(히브리어: ש"ס)는 히브리어 시샤 세다림(shisha sedarim)의 약자로서 미슈나의 여섯 부(部)를 뜻한다.

## 같이 보기
- 시나고그